# Euphoresia conradti
Euphoresia conradti är en skalbaggsart som beskrevs av Brenske 1901. Euphoresia conradti ingår i släktet Euphoresia och familjen Melolonthidae. Inga underarter finns listade i Catalogue of Life.